# Spiazzo
Spiazzo – miejscowość i gmina we Włoszech, położona w dolinie Val Rendena, w regionie Trydent-Górna Adyga, w prowincji Trydent.
Według danych na rok 2004 gminę zamieszkiwały 1122 osoby, 16 os./km².
W miejscowości znajduje się sanktuarium Madonna della Corona wbudowane w ścianę skalną.